# Christopher Wordsworth
Pour les articles homonymes, voir Wordsworth.
Christopher Wordsworth est un évêque anglican et lettré britannique né le 30 octobre 1807 à Londres et mort le 20 mars 1885 à Harewood, dans le Yorkshire. Il est évêque de Lincoln de 1869 à sa mort.

## Biographie

### Études
Neveu du poète William Wordsworth, Christopher Wordsworth étudie au Winchester College de 1820 à 1825, puis au Trinity College de l'université de Cambridge. Il y est élu fellow l'année où il obtient son diplôme, en 1830. Son intérêt pour les langues anciennes le pousse à s'intéresser à l'épigraphie, et il fait plusieurs voyages en Grèce et en Italie pour y recueillir des inscriptions.

### Carrière
Wordsworth est ordonné prêtre anglican en 1835. Il est principal de l'école Harrow. Il occupe divers postes (chanoine puis archidiacre de Westminster, vicaire de Stanford in the Vale) avant d'être nommé évêque de Lincoln en 1869 par Benjamin Disraeli, un poste qu'il occupe jusqu'à sa mort. Durant cette période, il obtient notamment la création d'un évêché suffragant à Nottingham en 1870, afin de l'assister dans la gestion du vaste diocèse de Lincoln, qui est finalement divisé en 1884 avec la création du diocèse de Southwell et Nottingham.

### Vie privée
Il se marie en 1838 avec Susana Frere (1811-1884), avec qui il a sept enfants. L'un de ses fils, John Wordsworth, est évêque de Salisbury de 1885 à 1911. Sa fille, Elizabeth Wordsworth est la principale de Lady Margaret Hall et la fondatrice de St Hugh's College. Son frère aîné, Charles Wordsworth, est évêque de St Andrews, Dunkeld et Dunblane de 1853 à 1892.